# Perçin, Büyükorhan
Perçin là một xã thuộc huyện Büyükorhan, tỉnh Bursa, Thổ Nhĩ Kỳ. Dân số thời điểm năm 2011 là 178 người.